# Charinus brasilianus
Espèce
Charinus brasilianus est une espèce d'amblypyges de la famille des Charinidae.

## Distribution
Cette espèce est endémique d'Espírito Santo au Brésil,. Elle se rencontre vers Serra, Aracruz et Santa Teresa.

## Description
La carapace des mâles mesure de 2,88 à 3,68 mm de long sur de 4,15 à 5,28 mm et celle des femelles de 2,80 à 3,32 mm de long sur de 4,15 à 5,00 mm.

## Étymologie
Son nom d'espèce lui a été donné en référence au lieu de sa découverte, le Brésil.

## Publication originale
- Weygoldt, 1972 : « Charontidae (Amblypygi) aus Brasilien. Beschreibung von zwei neuen Charinus-Arten, mit Anmerkungen zur Enwticklung, Morphologie und Tiergeographie und mit einem Bestimm ungsschlussel fur die Gattrung Charinus. » Zoologische Jahrbücher, Abteilung für Systematik, Ökologie und Geographie der Tiere, vol. 99, no 1, p. 107-132.